# Râul Răchițelii
Râul Răchițelii este un curs de apă, afluent al râului Șușița. 